# Кошанский диалект
Кошанский диалект, кошанское наречие — идиом, традиционно рассматриваемый как диалект агульского языка, но существенно отличающийся от остальных диалектов агульского языка. Процент совпадения кошанского с остальными диалектами агульского составляет 88%, а в общем с восточнолезгинской подгруппой (куда входят агульские, табасаранские и лезгинские идиомы) составляет в среднем 61%.

## Особенности диалекта
Некоторые примеры диалектизмов:
| Кошанский | Литер. агульский | Русский |
| --------- | ---------------- | ------- |
| зун       | зун              | я       |
| бай       | геда             | мальчик |
| гута      | 1урдикен         | подушка |

## География и социолингвистика
Распространённый в селах Арсуг, Цирхе, Худиг, Буршаг, Яркуг, Кураг, Фите среди кошанцев в Агульском районе Республики Дагестан. Исторически входили в Кошанский союз. Число носителей — порядка 4000–6000 человек (оценка на 2010-е гг.). Диалект бытовой, активно используется в устном общении; без письменности, используется письменная агульская норма основана на фитинском диалекте, поэтому кошанский имеет лишь вспомогательное значение в официальной и образовательной сферах.

## Фонетические особенности

### Взаимопонятность с агульским языком
Речь носителей кошанского диалекта практически непонятна представителям других агульских диалектов. Поэтому кошанцы при общении с агульцами говорят не на своем родном диалекте, а на собственно агульском.

### Фонологические различия
Имеет наличие дентолабиализованных согласных, которые противопоставляют кошанский диалект всем остальным диалектам агульского языка, но сближает с соседним табасаранским языком и фийским диалектом лезгинского языка;  заднеязычному глухому спиранту хь литературного языка из других локальных единиц в кошанском соответствует переднеязычный глухой спирант ш (палатализация)

### Структурные различия
В кошанском диалекте наблюдаются расхождения в системе местоимений практически всех разрядов, особенно в склонении личных и возвратных местоимений. Особенности также проявляются в употреблении вспомогательных глаголов при образовании временных форм: вместо общеагульского е в кошанском используется форма ву, аналогичная табасаранской. Эти формы различаются по способу спряжения.

## Исследования
Кошанский диалект изучен значительно слабее, чем фитинский или тпигский. Первые упоминания и наблюдения встречаются в трудах П. К. Услара, позднее — в работах лингвистов М. Е. Алексеева, В. М. Загирова, Х. И. Магомедова и др. Материалы по диалекту фиксируются в отдельных статьях и корпусных проектах Института языка, литературы и искусства ДНЦ РАН.